# Coupe du monde féminine de rugby à XV 1994
Navigation
Coupe du monde 1991 Coupe du monde 1998
La seconde Coupe du monde féminine de rugby à XV a lieu en 1994 en Écosse. Comme la première édition, cette coupe du monde est clandestine, organisée malgré le refus et les menaces de l'International Rugby Board. Cette compétition n'est reconnue par l'IRB qu'en 2009 avec la publication d'une liste des lauréats précédents dans un communiqué de presse.

## Organisation
La compétition devait se dérouler à l'origine à Amsterdam aux Pays-Bas du 10 au 24 avril 1994, afin de ne pas se tenir en même temps que l'épreuve masculine. Des négociations avaient été entamées avec l'IRB pour que la compétition reçoive un agrément officiel mais le Board se livre à des contorsions administratives pour ne pas avoir à émettre un refus pur et simple. Cette absence d'agrément servira de raison officielle à l'annulation, mais si le comité d'organisation néerlandais a fait une brutale marche arrière. Officiellement, cette Coupe du monde n'est pas annulée mais repoussée à 1996. De nombreuses délégation avaient pourtant commencé à lever des fonds. L'IRB prévient : si l'épreuve est organisée, la fédération néerlandaise sera suspendue. Celle-ci menace à son tour le comité d'organisation : en cas de suspension, il y aura action en justice. La décision tombe le 29 décembre 1993 : le comité d'organisation renonce.
Après les efforts fournis pour se réunir et s'entrainer, ou encore pour réunir l'argent nécessaire à une participation, plusieurs délégations décident d'organiser dans l'urgence un tournoi : c'est l'Écosse qui se porte volontaire, sous l'impulsion de Sue Brodie et Sandra Colamartino, soutenues par la SRU. Elles ont trois mois pour organiser une coupe du monde. L'IRB va alors menacer de sanctions les fédérations qui participent à cet événement. En vain : la deuxième coupe du monde a lieu aux dates prévues initialement aux Pays-Bas.
À l'origine, seize équipes devaient participer mais devant les sommes à engager et les menaces de sanctions envers les fédérations participantes, plusieurs nations ont décidé de ne pas participer (la Nouvelle-Zélande, les Pays-Bas, l'Italie, l'Allemagne). L'équipe d'Espagne, que sa fédération a décider de ne pas financer, se retire de la compétition au dernier moment, mais le tirage au sort des poules ayant déjà été réalisé, elle est remplacée par une équipe d'étudiantes écossaises. Le contexte politique voit aussi le retrait de l'URSS, remplacée par les équipes de Russie et du Kazakhstan. Aucune équipe de l'hémisphère sud n'est présente. Chaque délégation doit financer son séjour et amener sa propre équipe médicale. Au sein de la sélection des États-Unis, le cout de la compétition est estimé à 3500 $ par joueuse.
La compétition réunit douze équipes qui s'affrontent sur une durée de deux semaines. Les matchs sont souvent placés en lever de rideau de rencontres des clubs qui les accueillent. L'Angleterre remporte la compétition en battant les États-Unis dans une finale revanche de celle de 1991. Selon les sources journalistiques, cette finale est jouée devant environ 5000 spectateurs, dans une ambiance assez informelle puisque les photos d'époque montrent des spectateurs à leur balcons ou assis sur les toits alentours. Il n'y a ni barrières ni service de sécurité et les joueuses se souviennent de l'envahissement du terrain au coup de sifflet final.
Cette victoire est couverte par la BBC, qui invite notamment Giselle Mather en plateau et diffuse un résumé du match : quinze minutes d'antenne au total, une couverture médiatique inespérée. Le tournoi, qui a bénéficié d'un fort appui local, est une réussite. De plus, le bilan financier de l'épreuve est positif.
À noter qu'après cette coupe du monde, le trophée disparait purement et simplement. Il est remplacé par une nouvelle coupe. Le trophée originel est retrouvé par hasard plusieurs années plus tard, dans une caisse rangée dans le grenier d'une personne restée anonyme.

## Composition des groupes
| Poule A    | Poule B    | Poule C               | Poule D        |
| États-Unis | Angleterre | France                | Canada         |
| Japon      | Écosse     | Irlande               | Pays de Galles |
| Suède      | Russie     | Étudiantes écossaises | Kazakhstan     |

## Phase de poule

### Poule A
| Rang | Pays       | J | V | N | D | Pm  | Pe  | Diff | Pts |
| ---- | ---------- | - | - | - | - | --- | --- | ---- | --- |
| 1    | États-Unis | 2 | 2 | 0 | 0 | 232 | 0   | +232 | 6   |
| 2    | Japon      | 2 | 1 | 0 | 1 | 10  | 126 | -116 | 4   |
| 3    | Suède      | 2 | 0 | 0 | 2 | 5   | 121 | -116 | 2   |

|  | Qualifié pour les quarts de finale |
|  | Qualifié pour les places d'honneur |
|  | V : Victoires • N : Matches Nuls • D : Défaites • PP : Points Pour (marqués) • PC : Points Contre (encaissés) • Diff : Différence de points |

| 11 avril 1994 | États-Unis | 111 - 0 | Suède | The Greenyards, Melrose |
| 11 avril 1994 |            |         |       | The Greenyards, Melrose |
| 11 avril 1994 |            |         |       | The Greenyards, Melrose |

| 13 avril 1994 | Japon | 10 - 5 | Suède | The Greenyards, Melrose |
| 13 avril 1994 |       |        |       | The Greenyards, Melrose |
| 13 avril 1994 |       |        |       | The Greenyards, Melrose |

| 15 avril 1994 | États-Unis | 121 - 0 | Japon | The Greenyards, Melrose |
| 15 avril 1994 |            |         |       | The Greenyards, Melrose |
| 15 avril 1994 |            |         |       | The Greenyards, Melrose |

### Poule B
| Rang | Pays       | J | V | N | D | Pm | Pe  | Diff | Pts |
| ---- | ---------- | - | - | - | - | -- | --- | ---- | --- |
| 1    | Angleterre | 2 | 2 | 0 | 0 | 92 | 0   | +92  | 6   |
| 2    | Écosse     | 2 | 1 | 0 | 1 | 51 | 26  | +25  | 4   |
| 3    | Russie     | 2 | 0 | 0 | 2 | 0  | 117 | -117 | 2   |

|  | Qualifié pour les quarts de finale |
|  | Qualifié pour les places d'honneur |
|  | V : Victoires • N : Matches Nuls • D : Défaites • PP : Points Pour (marqués) • PC : Points Contre (encaissés) • Diff : Différence de points |

| 11 avril 1994 | Angleterre | 66 - 0 | Russie | Meggetland, Édimbourg |
| 11 avril 1994 |            |        |        | Meggetland, Édimbourg |
| 11 avril 1994 |            |        |        | Meggetland, Édimbourg |

| 13 avril 1994 | Écosse | 51 - 0 | Russie | Meggetland, Édimbourg |
| 13 avril 1994 |        |        |        | Meggetland, Édimbourg |
| 13 avril 1994 |        |        |        | Meggetland, Édimbourg |

| 15 avril 1994 | Écosse | 0 - 26 | Angleterre | Meggetland, Édimbourg |
| 15 avril 1994 |        |        |            | Meggetland, Édimbourg |
| 15 avril 1994 |        |        |            | Meggetland, Édimbourg |

### Poule C
| Rang | Pays                  | J | V | N | D | Pm  | Pe | Diff | Pts |
| ---- | --------------------- | - | - | - | - | --- | -- | ---- | --- |
| 1    | France                | 2 | 2 | 0 | 0 | 108 | 8  | +100 | 6   |
| 2    | Irlande               | 2 | 1 | 0 | 1 | 18  | 36 | -18  | 4   |
| 3    | Étudiantes écossaises | 2 | 0 | 0 | 2 | 13  | 95 | -82  | 2   |

|  | Qualifié pour les quarts de finale |
|  | Qualifié pour les places d'honneur |
|  | V : Victoires • N : Matches Nuls • D : Défaites • PP : Points Pour (marqués) • PC : Points Contre (encaissés) • Diff : Différence de points |

| 11 avril 1994 | Étudiantes écossaises | 8 - 77 | France | Burnbrae, Milngavie |
| 11 avril 1994 |                       |        |        | Burnbrae, Milngavie |
| 11 avril 1994 |                       |        |        | Burnbrae, Milngavie |

| 13 avril 1994 | Irlande | 18 - 5 | Étudiantes écossaises | Burnbrae, Milngavie |
| 13 avril 1994 |         |        |                       | Burnbrae, Milngavie |
| 13 avril 1994 |         |        |                       | Burnbrae, Milngavie |

| 15 avril 1994 | France | 31 - 0 | Irlande | Burnbrae, Milngavie |
| 15 avril 1994 |        |        |         | Burnbrae, Milngavie |
| 15 avril 1994 |        |        |         | Burnbrae, Milngavie |

### Poule D
| Rang | Pays           | J | V | N | D | Pm | Pe | Diff | Pts |
| ---- | -------------- | - | - | - | - | -- | -- | ---- | --- |
| 1    | Pays de Galles | 2 | 2 | 0 | 0 | 40 | 13 | +27  | 6   |
| 2    | Canada         | 2 | 1 | 0 | 1 | 33 | 11 | +22  | 4   |
| 3    | Kazakhstan     | 2 | 0 | 0 | 2 | 8  | 57 | -49  | 2   |

|  | Qualifié pour les quarts de finale |
|  | Qualifié pour les places d'honneur |
|  | V : Victoires • N : Matches Nuls • D : Défaites • PP : Points Pour (marqués) • PC : Points Contre (encaissés) • Diff : Différence de points |

| 11 avril 1994 | Pays de Galles | 11 - 5 | Canada | Raeburn Place, Édimbourg |
| 11 avril 1994 |                |        |        | Raeburn Place, Édimbourg |
| 11 avril 1994 |                |        |        | Raeburn Place, Édimbourg |

| 13 avril 1994 | Pays de Galles | 29 - 8 | Kazakhstan | Raeburn Place, Édimbourg |
| 13 avril 1994 |                |        |            | Raeburn Place, Édimbourg |
| 13 avril 1994 |                |        |            | Raeburn Place, Édimbourg |

| 15 avril 1994 | Canada | 28 - 0 | Kazakhstan | Raeburn Place, Édimbourg |
| 15 avril 1994 |        |        |            | Raeburn Place, Édimbourg |
| 15 avril 1994 |        |        |            | Raeburn Place, Édimbourg |

## Matches de classement pour la neuvième place
| Rang | Pays                  | J | V | N | D | Pm | Pe | Diff | Pts |
| ---- | --------------------- | - | - | - | - | -- | -- | ---- | --- |
| 9    | Kazakhstan            | 3 | 3 | 0 | 0 | 83 | 12 | +71  | 9   |
| 10   | Suède                 | 3 | 2 | 0 | 1 | 46 | 56 | -10  | 7   |
| 11   | Russie                | 3 | 1 | 0 | 2 | 37 | 57 | -20  | 5   |
| 12   | Étudiantes écossaises | 3 | 0 | 0 | 3 | 24 | 65 | -41  | 3   |

| 17 avril 1994 | Suède | 20 - 13 | Russie | Beveridge Park, Kirkcaldy |
| 17 avril 1994 |       |         |        | Beveridge Park, Kirkcaldy |
| 17 avril 1994 |       |         |        | Beveridge Park, Kirkcaldy |

| 17 avril 1994 | Kazakhstan | 27 - 0 | Étudiantes écossaises | Beveridge Park, Kirkcaldy |
| 17 avril 1994 |            |        |                       | Beveridge Park, Kirkcaldy |
| 17 avril 1994 |            |        |                       | Beveridge Park, Kirkcaldy |

| 19 avril 1994 | Étudiantes écossaises | 12 - 14 | Suède | Netherdale, Galashiels |
| 19 avril 1994 |                       |         |       | Netherdale, Galashiels |
| 19 avril 1994 |                       |         |       | Netherdale, Galashiels |

| 19 avril 1994 | Russie | 0 - 25 | Kazakhstan | Netherdale, Galashiels |
| 19 avril 1994 |        |        |            | Netherdale, Galashiels |
| 19 avril 1994 |        |        |            | Netherdale, Galashiels |

| 21 avril 1994 | Kazakhstan | 31 - 12 | Suède | Bridgehaugh Park, Stirling |
| 21 avril 1994 |            |         |       | Bridgehaugh Park, Stirling |
| 21 avril 1994 |            |         |       | Bridgehaugh Park, Stirling |

| 21 avril 1994 | Étudiantes écossaises | 12 - 24 | Russie | Bridgehaugh Park, Stirling |
| 21 avril 1994 |                       |         |        | Bridgehaugh Park, Stirling |
| 21 avril 1994 |                       |         |        | Bridgehaugh Park, Stirling |

### Finale
| 23 avril 1994 | Kazakhstan | 29 - 12 | Suède | Meggetland, Édimbourg |
| 23 avril 1994 |            |         |       | Meggetland, Édimbourg |
| 23 avril 1994 |            |         |       | Meggetland, Édimbourg |

## Phase finale

### Quarts de finale
Les deux premiers de chaque poule s'affrontent :
| 17 avril 1994 | Irlande | 0 - 76 | États-Unis | Meggetland, Édimbourg |
| 17 avril 1994 |         |        |            | Meggetland, Édimbourg |
| 17 avril 1994 |         |        |            | Meggetland, Édimbourg |

| 17 avril 1994 | Angleterre | 24 - 10 | Canada | Netherdale, Galashiels |
| 17 avril 1994 |            |         |        | Netherdale, Galashiels |
| 17 avril 1994 |            |         |        | Netherdale, Galashiels |

| 17 avril 1994 | France | 99 - 0 | Japon | Raeburn Place, Édimbourg |
| 17 avril 1994 |        |        |       | Raeburn Place, Édimbourg |
| 17 avril 1994 |        |        |       | Raeburn Place, Édimbourg |

| 17 avril 1994 | Écosse | 0 - 8 | Pays de Galles | The Greenyards, Melrose |
| 17 avril 1994 |        |       |                | The Greenyards, Melrose |
| 17 avril 1994 |        |       |                | The Greenyards, Melrose |

### Demi-finales
| 20 avril 1994 | Pays de Galles | 15 - 56 | États-Unis | Netherdale, Galashiels |
| 20 avril 1994 |                |         |            | Netherdale, Galashiels |
| 20 avril 1994 |                |         |            | Netherdale, Galashiels |

| 20 avril 1994 | Angleterre | 18 - 6 | France | Netherdale, Galashiels |
| 20 avril 1994 |            |        |        | Netherdale, Galashiels |
| 20 avril 1994 |            |        |        | Netherdale, Galashiels |

### Match pour la troisième place
| 24 avril 1994 | France | 27 - 0 | Pays de Galles | Raeburn Place, Édimbourg |
| 24 avril 1994 |        |        |                | Raeburn Place, Édimbourg |
| 24 avril 1994 |        |        |                | Raeburn Place, Édimbourg |

### Finale
| 24 avril 1994 | Angleterre | 38 - 23 (24 - 10) | États-Unis | Raeburn Place, Édimbourg environ 5 000 spectateurs |
| 24 avril 1994 |            |                   |            | Raeburn Place, Édimbourg environ 5 000 spectateurs |
| 24 avril 1994 |            |                   |            | Raeburn Place, Édimbourg environ 5 000 spectateurs |

## Matchs de classement pour la cinquième place
| 20 avril 1994 | Japon | 0 - 57 | Canada | The Greenyards, Melrose |
| 20 avril 1994 |       |        |        | The Greenyards, Melrose |
| 20 avril 1994 |       |        |        | The Greenyards, Melrose |

| 20 avril 1994 | Écosse | 10 - 3 | Irlande | The Greenyards, Melrose |
| 20 avril 1994 |        |        |         | The Greenyards, Melrose |
| 20 avril 1994 |        |        |         | The Greenyards, Melrose |

### Match pour la septième place
| 23 avril 1994 | Irlande | 11 - 3 | Japon | Meggetland, Édimbourg |
| 23 avril 1994 |         |        |       | Meggetland, Édimbourg |
| 23 avril 1994 |         |        |       | Meggetland, Édimbourg |

### Match pour la cinquième place
| 23 avril 1994 | Écosse | 11 - 5 | Canada | Meggetland, Édimbourg |
| 23 avril 1994 |        |        |        | Meggetland, Édimbourg |
| 23 avril 1994 |        |        |        | Meggetland, Édimbourg |

## Classement final
1. Angleterre
2. États-Unis
3. France
4. Pays de Galles
5. Écosse
6. Canada
7. Irlande
8. Japon
9. Kazakhstan
10. Suède
11. Russie
12. Étudiantes écossaises